# Покровка (Сосновский район)
Покровка — посёлок в Сосновском районе Тамбовской области России. Входит в состав Ольховского сельсовета.

## География
Покровка расположен в пределах Окско-Донской равнины, у реки Ламочка, в 3 км от села Ольхи, центра поселения.
Климат
Покровка находится, как и весь район, в умеренном климатическом поясе, и входит в состав континентальной климатической области Восточно-Европейской равнины. В среднем в год выпадает от 350 до 450 мм осадков. Весной, летом и осенью преобладают западные и южные ветра, зимой — северные и северо-восточные. Средняя скорость ветра 4-5 м/с.

## История
Первое упоминание — 1762 год.
Согласно Закону Тамбовской области от 17 сентября 2004 года № 232-З посёлок вошёл в образованное муниципальное образование Ольховский сельсовет.

## Население
| 2010 |
| ---- |
| 6    |

## Инфраструктура
Личное подсобное хозяйство.
достопримечательности
Вблизи посёлка, на берегу реки Ламочки находится геологический памятник природы второй половины среднемиоценовой эпохи регионального значения — стратотип Ламкинской свиты.

## Транспорт
Выезд на автодорогу 68Н-049. На ней остановка общественного транспорта «Ольхи».